# 2015년 귬리 학살
2015년 귬리 학살은 2015년 1월 12일 아르메니아 시라크 주 귬리에서 일어난 아르메니아인 가족 7명에 대한 대량 살인 사건이다. 용의자인 러시아 102 군사기지의 러시아 군인 발레리 페르먀코프는 터키 국경의 아르메니아계 러시아 국경수비국 대원에게 체포되었고 러시아 관할 하에 추가 조사를 위해 귬리 기지에 구금되었다. 이 사건으로 인해 귬리와 예레반에서는 페르먀코프를 아르메니아에서 수사할 수 있게 해달라는 시위가 발생했다. 부적절한 정부의 대응으로 인해 아르메니아 내에서 사건의 여파가 더욱 커졌다.